# With Friends at St David's
With Friends at St David's è il ventinovesimo album dal vivo del gruppo musicale britannico Marillion, pubblicato il 6 novembre 2020 dalla Racket Records.

## Descrizione
Contiene la registrazione integrale del concerto tenuto a Cardiff nel novembre 2019 durante la tournée promozionale all'album With Friends from the Orchestra uscito in quello stesso anno.
Il 28 maggio 2021 il disco è stato ripubblicato dalla earMUSIC anche in edizione digitale e triplo vinile, venendo promosso dal video dal vivo di Seasons End.

## Tracce

### CD
CD 1
1. Gaza – 18:54
2. Beyond You – 6:31
3. Seasons End – 10:56
4. Estonia – 8:37
5. The Hollow Man – 5:23
6. The New Kings – 17:05

CD 2
1. The Sky Above the Rain – 11:31
2. Zeparated Out – 9:45
3. Ocean Cloud – 18:58
4. Fantastic Place – 6:41
5. This Strange Engine – 17:14

### DVD/BD
DVD 1
1. Gaza – 18:54
2. Beyond You – 6:31
3. Seasons End – 10:56
4. Estonia – 8:37
5. The Hollow Man – 5:23
6. The New Kings – 17:05

DVD 2
1. The Sky Above the Rain – 11:31
2. Zeparated Out – 9:45
3. Ocean Cloud – 18:58
4. Fantastic Place – 6:41
5. This Strange Engine – 17:14
6. Man of 1000 Faces (Live in Paris)
7. Estonia Promo Film – 8:23

BD 1
1. Gaza
2. Beyond You
3. Seasons End
4. Estonia
5. The Hollow Man
6. The New Kings
7. The Sky Above the Rain
8. Zeparated Out
9. Ocean Cloud
10. Fantastic Place
11. This Strange Engine
12. Man of 1000 Faces (Live in Paris)
13. Live in Kensington Bootleg Slideshow

BD 2
1. With Friends from the Orchestra (Studio Album – 96 kHz Stereo PCM and 96 kHz DTS 5.1 Master HD) – 79:43
2. Making Friends (Behind the Scenes Documentary)
3. Estonia Promo Film – 8:23

## Formazione
Gruppo
- Steve Hogarth – voce principale, chitarra, tastiera e percussioni aggiuntive
- Mark Kelly – tastiera, cori
- Ian Mosley – batteria
- Steve Rothery – chitarra
- Pete Trewavas – basso, cori

Altri musicisti
- In Praise of Folly
  - Margaret Hermant – violino
  - Maia Frankowski – violino
  - Nicole Miller – viola
  - Annemie Osborne – violoncello
- Sam Morris – corno francese
- Emma Halnan – flauto
- Phil Todd – assolo di sassofono (traccia 5)

Produzione
- Michael Hunter – registrazione, missaggio, arrangiamento strumenti ad arco, flauto e corno

## Classifiche
| Classifica (2021) | Posizione massima |
| ----------------- | ----------------- |
| Germania          | 27                |
| Svizzera          | 62                |